# Balçova
Balçova là một huyện thuộc tỉnh İzmir, Thổ Nhĩ Kỳ. Huyện có diện tích 21 km² và dân số thời điểm năm 2007 là 74837 người, mật độ 3564 người/km².